# Ada de l'Orénoque
Espèce
Statut de conservation UICN

 LC  : Préoccupation mineure
L'Ada de l'Orénoque (Knipolegus orenocensis) est une espèce de passereaux d'Amérique du Sud appartenant à la famille des Tyrannidae. 

## Répartition
Cet oiseau vit au Brésil, en Colombie, en Équateur, au Pérou et au Venezuela.

## Habitat
Son habitat naturel sont les zones tropicales ou subtropicales de broussailles humides.